# Virginia Kapić

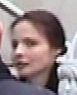
Virginia Kapić tijdens een demonstratie van de Nationale Alliantie

Virginia Kapić (20 december 1978) is een voormalig Nederlands rechts-radicaal politiek activiste van Indische en Kroatische afkomst. Ze was mede-oprichtster van de Nationale Alliantie (NA). Eerder was ze actief in de Nederlandse Volks-Unie (NVU) en de Nieuwe Nationale Partij (NNP).

## NVU en Stormfront
Kapić deed voor het eerst van zich spreken in 2002, toen ze onder de gebruikersnaam Herr Doktor actief was op het rechts-radicale internetforum Stormfront. Ongeveer tegelijkertijd werd ze lid van de NVU.

## NNP
Enkele maanden later, in het voorjaar van 2003, stapte ze uit de NVU en sloot ze zich aan bij de NNP. Voor deze partij werd ze bestuurslid binnen de jongerenorganisatie, de Nieuwe Nationale Jongeren (NNJ).
Echter ook bij de NNP hield Kapić het al snel weer voor gezien. De druppel was een manifestatie op 11 september 2003, waarop met onder meer Nieuw Rechts en de Jonge Fortuynisten de terroristische aanslagen op het WTC in New York en het Pentagon in Washington werden herdacht. Toen een groepje leden van de Joodse Defensie Liga arriveerde, die waren uitgenodigd om de manifestatie te beveiligen, hield Kapić de bijeenkomst meteen voor gezien. Samen met de in haar ogen slechte organisatie van de NNP was het reden voor haar om de partij te verlaten.

## NA
Met Jan Teijn, eveneens ex-NNP, richtte ze vervolgens in november 2003 de NA op. Kapić werd partijsecretaris en was als beheerder verantwoordelijk voor de website. In 2004 werd Kapić genoemd in de zesde rapportage Monitor racisme & extreem-rechts van Jaap van Donselaar, waarin enkele antisemitische uitlatingen van haar werden aangehaald. Op het forum van de NA schreef ze onder andere: "Ik geloof dat de joden een compleet afzonderlijke type creatie zijn. Ze zijn anders dan alle andere creaties op moeder aarde en representeren voor mij het kwaad. Doordat zij het kwaad zijn, zou ik hen verdelgen zoals men dat met kakkerlakken doet." Volgens een woordvoerder van de NA waren de uitspraken een 'jeugdige onbezonnenheid' en waren de denkbeelden van Kapić inmiddels 'bijgeschaafd'.

## Latere activiteiten
In maart 2005 werd Kapić samen met een partijgenoot opgepakt toen ze in België deelnamen aan een paramilitair trainingskamp van de Vlaamse neonazistische groepering Bloed, Bodem, Eer en Trouw. De groep hield gemaskerd, gekleed in gevechtstenues en gewapend met nachtkijkers patrouilles in de omgeving. Bij een politie-inval in het kamp werden nazipropagandamateriaal en steekwapens in beslag genomen. Kort na de arrestatie trad Kapić af als NA-secretaris. Ze bleef op de achtergrond actief en zou daarbij een verbindingspersoon zijn tussen de Nationale Alliantie en het uit Engeland stammende netwerk van Blood and Honour. Ook riep ze aanhangers van de partij op om het voorbeeld te volgen van terreurverdachten Samir Azzouz en Mohammed Bouyeri. Later verklaarde ze dat het ging "om het voorbeeld nemen aan het hebben van een rotsvast geloof".
Kapić was in 2007 actief als hoofdorganisator van de Croatian Worldwide Association, een kleine ngo die probeerde generaal Ante Gotovina en andere Kroatische generaals vrij te krijgen van rechtsvervolging bij het Joegoslaviëtribunaal.
In december 2008 heeft ze een boek uitgebracht, getiteld De Ongeliefde Waarheid. Hierin deed ze meer antisemitische uitlatingen en ontkende ze de Holocaust. (ISBN: 978-90-813765-1-8)